# Хинман, Ида
Ида Мэй Хинман (англ. Ida May Hinman, 1854, Киокак, Айова — февраль 1926, Бруклин, Нью-Йорк) — американская феминистка, журналистка, суфражистка и активистка за трезвость. Она была автором «The Washington Sketch Book», одного из немногих путеводителей по Вашингтону, округ Колумбия, написанных женщиной в конце XIX века.

## Ранние годы и семья
Ида Мэй Хинман родилась в 1854 году в Кеокуке, штат Айова. Сержант Эдвард Хинман, прародитель семьи в Америке, согласно позднему семейному преданию офицер личной охраны английского короля Карла I, эмигрировал около 1650 года и в конце концов поселился в Стратфорде, штат Коннектикут. У него было двое сыновей, из которых старший стал предком семьи Хинман. Отец Хинман, Ботсфорд Б. Хинман, в течение многих лет был успешным торговцем в Кеокуке. Её матерью была Эллен Элизабет Фитиан (1821–1909).
Ида Хинман была четвёртым ребёнком в семье, но первым из доживших до зрелости. У неё было две младшие сестры, Элла (1856–1935) и Кэрри (1859–1943); последняя вышла замуж за Э.Б. Мэппла из Голливуда, Калифорния.
В 1870 году она поступила в Уэслианский университет Айовы в Маунт-Плезант; получила степень магистра искусств в 1875 году. Она была членом литературного общества Пи Бета Фи. Она обучалась в аспирантуре в Кембридже, штат Массачусетс, и Северо-Западном университете, Эванстон, штат Иллинойс.

## Карьера
Хинман в течение ряда лет сотрудничала со многими периодическими изданиями, включая журнал Harper’s Magazine, ведущие религиозные журналы и известные газеты. В течение пяти сезонов она вела корреспонденцию в Вашингтоне, округ Колумбия, для крупной нью-йоркской газеты, выполняя огромный объём работы. Часть 1891 года она провела в Европе, писала для ряда американских периодических изданий. Среди вопросов, которые её редакторы хотели, чтобы она исследовала, были социалистическое движение в Германии, принципы субказначейской системы в Англии и импульс, который движение за трезвость получило в Германии.
Хинман является автором книг «Биография Тимоти Б. Блэкстоуна» (англ. Biography of Timothy B. Blackstone, Methodist Book Concern Press, 1917) и «Вашингтонский альбом: сувенир общества» (англ. Washington Sketch Book: A Society Souvenir, Hartman & Cadick, Printers, 1895). Последний является одновременно путеводителем по округу Колумбия и руководством по общественной жизни города. Это один из немногих путеводителей по Вашингтону, написанных женщиной. «Вашингтонский альбом» был хорошо известным и получившим признание справочником, и его переиздавали по крайней мере до 1917 года, когда было выпущено 6-е издание.
В Вашингтоне, округ Колумбия, Хинман работала с Национальной ассоциацией реформ и лоббировала Конгресс от имени Женского христианского союза трезвости. В 1894 году она лоббировала в Конгрессе законопроект о воскресном законе.
Она была привержена Методистской епископальной церкви и была автором гимнов. Некоторые из её работ: «Я узнаю лицо матери на небесах» (англ. I Shall Know Mother's Face in Heaven), «Песнь небес» (англ. The Song of Heaven) и «Я нашел его среди живых» (англ. I Found Him Among the Living).

## Личная жизнь
В Кеокуке, штат Айова, Хинман была соседкой и подругой матери Марка Твена, Джейн Лэмптон Клеменс, которая жила со своим другим сыном, Орионом Клеменсом, первым и единственным секретарём территории Невада. Хинман жила со своей матерью и сестрой Эллой на Морган-стрит, 27. Лето она проводила в Ошен-Гров, штат Нью-Джерси, и в Асбери-Парке, штат Нью-Джерси.
Ида Хинман умерла в феврале 1926 года в бедности; её нашли в меблированной комнате в Бруклине и опознали по членскому значку организации «Дочери американской революции». Она похоронена на Оклендском кладбище, Кеокук.